# Ливанская война (1982)
Первая ливанская война (ивр. מלחמת לבנון‎, «Milḥemet Levanon»), (араб. الإجتياح‎, «Al-Ijtīāḥ», вторжение), или операция «Мир Галилее» (ивр. מבצע שלום הגליל или מבצע של"ג‎) — военная операция Израиля на территории Ливана в 1982 году в рамках гражданской войны в Ливане с целью уничтожения баз Организации освобождения Палестины (ООП). Израильское вторжение последовало за серией атак и контратак между ООП, действующей на юге Ливана, и израильскими военными, которые привели к жертвам среди гражданского населения по обе стороны границы. В ходе войны была взята столица Ливана Бейрут, а формирования ООП были вынуждены покинуть страну и перебраться в Тунис.
После окончания операции «Мир Галилее» израильские войска создали в оккупированном Южном Ливане «зону безопасности», которую контролировали совместно с «Армией южного Ливана». Несмотря на то, что уход израильских войск на юг Ливана в 1985 году считался окончанием войны, шиитские боевые группировки начали консолидироваться и вести вялотекущую партизанскую войну против израильской оккупации южного Ливана, что привело к 15 годам мелкомасштабного вооруженного конфликта до окончательного ухода Израиля из Ливана в 2000 году.
В Израиле операция долгое время не признавалась войной.

## Причины войны

### Создание «Фатхленда» на юге Ливана
Обострение арабо-израильского конфликта после Шестидневной войны (1967) и изгнания ООП из Иордании в 1970 году, слабость ливанского правительства в условиях острого межобщинного конфликта, периодически перераставшего в гражданскую войну, позволила ООП при активном содействии ряда арабских стран, в первую очередь Сирии, превратить Южный Ливан в опорный пункт в своих действиях против Израиля, а также в оперативную и учебную базу для отдельных боевиков и в целом, организаций из других стран, признанных рядом государств террористическими. 
Территория, прилегающая к северной границе Израиля, полностью контролировалась ООП и даже получила название «Фатхленд». Выступая на заседании Генеральной Ассамблеи ООН 14 октября 1976 года, посол Ливана сказал, что «ООП разрушает его страну» и «узурпировала власть, принадлежащую ливанскому правительству». К началу операции «Мир Галилее» ООП с советской помощью смогла аккумулировать значительное количество вооружения, включая дальнобойную артиллерию, ракетные установки и зенитные орудия.

### Террористические атаки ООП против Израиля и его ответные операции
Боевые операции ЦАХАЛ в приграничных районах южного Ливана имели место ещё до начала гражданской войны в Ливане.
Так, 26 августа 1969 года СБ ООН принял Резолюцию № 270, осуждающую бомбардировку Израилем деревень в Южном Ливане (в районе горы Хермон). В письме, направленном 12 августа представителем Израиля Председателю СБ ООН, он указал, что операция 11 августа была ответной реакцией Израиля, так как он был «вынужден принять меры самообороны против террористов, укрепившихся на склонах горы Хермон», и что «в официальном коммюнике командования террористических организаций, переданном […] по дамаскскому радио, был подтверждено, что действия Израиля (были) направлены против баз террористических организаций». Он также сообщил, что только за предшествующий бомбардировке позиций террористов месяц, на населенные пункты Израиля было совершено 21 нападение с применением артиллерии, стрелкового оружия и закладывания мин. В результате этих нападений были ранены 4 израильских солдат и 4 гражданских лица, нанесён ущерб собственности. «В связи с серьёзностью вооруженных нападений, предпринимаемых против Израиля с территории Ливана», постоянный представитель Израиля просил срочно созвать заседания СБ ООН.
В ходе дебатов при принятии Резолюции представитель Израиля в ООН заявил, что к моменту ответной операции «территория Ливана превратилась в базу террористических операций против Израиля … направленных главным образом против гражданского населения Израиля». В дополнение к информации о признании самих террористических организаций факта бомбардировки их позиций, он указал, что об этом сообщала ливанская пресса, и что согласно бейрутской газете «Аль-Нахар», «42,4 процента ливанских граждан, опрошенных институтом Гэллапа, считают присутствие на земле Ливана групп диверсантов и их операций против Израиля причиной действий Израиля 11 августа». Он также сообщил о том, что даже во время обсуждения Резолюции «со сторон Ливана совершались вооруженные нападения на Израиль, которые явились вопиющим нарушением прекращения огня»:
- 23 августа две израильские деревни в северной Галилее «были обстреляны 130-мм снарядами „катюша“»;
- 25 августа деревня Кфар-Юваль, расположенная к север от г. Кирьят-Шмона, и деревня Метула были обстреляны из «базук и стрелкового оружия»[22].

СБ ООН не принял во внимание аргументы Израиля и осудил проведение этой операции, высказав только сожаление о «всех инцидентах насильственного характера в нарушение прекращения огня». Со своей стороны, представитель Израиля назвал это решение отражением «арифметических причуд голосования, в ходе которого всегда доминирует тот факт, что из 15 членов Совета не менее шести нe имеют дипломатических отношений с Израилем или отрицают право Израиля на независимость и суверенитет». Он также напомнил, что ещё накануне Шестидневной войны 1967 года министр иностранных дел Ливана заявил в СБ ООН о своей полной поддержке решения Египта о блокаде залива Акаба, и что «в тотальной войне арабы будут использовать все средства для того, чтобы нанести поражение своему противнику».
При этом, согласно советским источникам,
- в период с 1949 по 1962 год Израиль 97 раз атаковал объекты на территории Ливана[23].
- в период с 1968 по 1975 год, по официальным данным[уточнить] правительства Ливана, Израиль совершил 6200 «актов агрессии» в отношении Ливана (в том числе, свыше 4 тысяч случаев артиллерийских обстрелов и авиаударов по территории страны) и 350 «случаев вторжения» (силами от нескольких военнослужащих до крупных подразделений). По этим данным, в результате действий Израиля, только в период с 12.05.1968 до 31.10.1975 было убито 60, ранено 159 и пропало без вести 30 ливанских военнослужащих и полицейских; также погибли 500, были ранены 765 и «похищены и интернированы» 151 местный житель[24].

Крупнейшей из ответных израильских операций ограниченного масштаба на территории Ливана, в ответ на усиление террористической деятельности с баз ООП в Южном Ливане, стала операция «Литани». Непосредственным поводом к ней стал захват террористами двух автобусов с заложниками на шоссе Хайфа—Тель-Авив 11 марта 1978 года, в результате которого погибли 36 и были ранены свыше 70 израильских граждан.
15 марта 1978 года силы ЦАХАЛа вошли в Южный Ливан; операция окончилась вытеснением сил ООП с территории вплоть до реки Литани и оккупацией этой территории Израилем (кроме города Тир). К 13 июня 1978 года ЦАХАЛ покинул Ливан, передав контроль над приграничной полосой христианской милиции во главе с майором Саадом Хаддадом. Согласно «Arab media watch», в ходе операции сотни человек с палестино-ливанской стороны были убиты и около 250 тысяч покинули свои дома.
В апреле 1979 года террористическая группа проникла в Нагарию с целью захвата заложников, в результате погибло четыре гражданина Израиля, в том числе двое малолетних детей. После этого Израиль отказался от тактики ответных ударов, и израильская авиация начала наносить удары по базам ООП в любом месте и в любое время, руководствуясь исключительно военными соображениями и без всякого предварительного повода. Предпринимались также наземные операции. В ходе атак со стороны Израиля гибли и гражданские лица. Действия Израиля заставили ООП перейти к обороне; одновременно ООП превращала свои силы в полноценную армию, оснащая их тяжёлым оружием, включая танки и дальнобойную артиллерию. Активизация действий израильской авиации над Ливаном неизбежно вела к стычкам с Сирией, чей воинский контингент находился на территории страны; только в 1979 году ВВС Израиля в воздушных боях сбили 9 сирийских истребителей.
В марте 1981 года, во время проведения «Дня земли» в Бейруте, Я. Арафат предложил А. Шарону попробовать захватить замок Бофор, заявив: «Мы ждём вас, добро пожаловать!»
В июле 1981 года боевики ООП подвергли обстрелу из 130-мм дальнобойных советских орудий и систем залпового огня «Град» 33 израильских города (Кирьят-Шмона, Нахария, Метула, …) и сельскохозяйственные поселения вдоль северной границы Израиля. Артиллерийская перестрелка на северной границе Израиля продолжалась на протяжении десяти дней
. Всего с 10 по 20 июля 1981 ООП выпустила по северу Израиля 1 970 зарядов РСЗО, в результате погибло 6 израильтян, а 111 было ранено). Жизнь в Кирьят-Шмоне была парализована, многие жители города были вынуждены покинуть свои дома. 19 июля 1981 года Израиль произвёл массированную бомбардировку баз ООП в Южном Ливане и штаб-квартир в Бейруте, в ходе которой погибло более 300 человек. Одновременно правительство Израиля начало подготовку к операции по изгнанию ООП из Южного Ливана, но под давлением США операция была отложена. Американские дипломаты добились неформального соглашения о прекращении огня, при этом, по требованию Израиля, оговаривалось, что ввоз ООП дополнительного тяжелого оружия в Южный Ливан и террористические акции против израильских граждан как в самом Израиле, так и за его пределами будут рассматриваться как нарушение соглашения.
Тем не менее, согласно Авигдору Кахалани, несмотря на то, что Израиль соблюдал соглашение, ООП продолжило атаки против Израиля и еврейских целей за его границами. Для усиления ООП против ответных операций Израиля, в этот период СССР предоставил террористам бо́льшее количество вооружения.
По данным американского аналитика, директора «Еврейской виртуальной библиотеки» доктора Митчелла Барда, ООП с момента подписания соглашения о прекращении огня в июле 1981 года за 11 месяцев произвела 270 террористических акций в Израиле, на Западном берегу реки Иордан, в секторе Газа, а также возле ливанской и иорданской границ. В результате 29 израильтян было убито и более 300 ранено.
По данным Хаима Герцога:
- «Хотя северная граница оставалась мирной, ООП провела несколько операций в других местах. Происходили столкновения с частями ООП, пересекавшими израильскую границу из Иордании, переходя реку Иордан. Террористическая деятельность не прекращалась и внутри Израиля. Во время действия соглашения о прекращении огня ООП произвела 240 террористических актов против израильских объектов»[31].

По данным военного аналитика Drew Middleton («New York Times»), ООП могла обстреливать северные районы Израиля в течение долгого времени. Он также отмечал, что добровольцы из Ирака, Ливии и Южного Йемена усилили поддерживаемые СССР силы ООП.
Согласно Х. Герцогу:
- «Под контролем ООП находилось 15 тысяч бойцов […] на западном склоне хермонского хребта, известного под названием „Фатахленд“, в районе Набатии, где находятся высоты Арнуна, господствующие над излучиной реки Литани. Район Набатии также контролировал центральное направление к северу от Израиля, район Айхие-Рихане, район Тира, район к югу и к востоку от Тира с центром в Джуайя, район Большого Сидона и побережье Средиземного моря между Дамуром и Бейрутом».
- «В каждом из этих районов отряды ООП насчитывали от полутора тысяч бойцов до целой бригады. Они были вооружены различного вида легким и тяжелым оружием, артиллерией вплоть до 130-мм и 155-мм, в частности 40-ствольными 122-мм ракетными установками „катюша“. Кроме того, в арсенале ООП имелось более 100 устаревших советских танков Т-34 и некоторое количество бронетранспортеров UR-416, а также большое количество разнообразных противотанковых и зенитных орудий.»[31]

Согласно Мартину Гилберту, в 1981 году под контролем ООП в Ливане находилось 18 700 боевиков (на юге и западе страны); кроме того, в зоне сирийского контроля (27 000 сирийских военнослужащих) находилось 6000 боевиков ООП (см. карту).
5 апреля 1982 года в Париже был убит израильский дипломат Яаков Бар-Симантов. Тремя днями раньше лица в масках обстреляли из автоматического оружие израильскую торговую миссию, расположенную вблизи посольства. Террористам удалось скрыться. В 1987 году за убийство Я. Бар-Симантова и военного атташе США ливанский террорист Ж. Абдалла был осуждён французским судом к пожизненному заключению.
Всего за пределами Израиля в период с января 1980 по октябрь 1982 гг. в результате терактов были убиты 39 и ранены 375 мирных граждан. В основном, нападениям подверглись израильские дипломатические учреждения, синагоги, фирмы и предприятия, принадлежавшие евреям. В ряде случаев подразделения ООП принимали на себя ответственность за убийства.

## Покушение на посла Израиля в Лондоне и последующие события
3 июня 1982 года в Лондоне было совершено покушение на Шломо Аргова, израильского посла в Лондоне. Позже выяснилось, что покушение было совершено террористами из организации Абу Нидаля (ОАН), отколовшейся от ООП, и находившейся в крайней оппозиции к Я. Арафату.
4 июня, в ответ на покушение, правительство Израиля утвердило план воздушной атаки 11 объектов в Ливане, и Израиль провел массированные бомбардировки позиций ООП в Ливане.
Согласно советским и арабским источникам, в тот же день, 4 июня, около 15 часов начался авианалёт на западные районы Бейрута, в котором приняли участие десять израильских самолётов. Самолёты появлялись парами со стороны моря и наносили удары по районам, где проживали преимущественно палестинцы. Авианалёт продолжался в течение 1,5 часов, в результате, согласно советским и арабским источникам, было убито 60-70 человек (в том числе, 14 детей) и ранено более 270 человек (в том числе, 32 женщины и 8 детей).
Спустя несколько часов после авианалёта ООП ответила массированными артиллерийскими обстрелами населённых пунктов Израиля вдоль всей ливано-израильской границы. Согласно Р. Эйтану, в этот день боевиками было выпущено более 270 ракет «катюша».
На следующий день, 5 июня 1982, массированной бомбардировке подверглись 15 городов Ливана (в том числе, города Тир, Набатия, Хасбайя, Дамур), а также лагеря палестинских беженцев Нахр-эль-Баред и Бадауи в окрестностях Триполи. На один лишь Бейрут было последовательно совершено девять авианалетов; по данным советских источников, в результате авиаударов погибли более 300 человек (в том числе, 150 ливанцев).
Всего, за два дня (4-5 июня 1982 года) по территории Израиля было выпущено 270 ракет.
5 июня правительство и Кнессет Израиля приняли решение о вторжении в Ливан. Операция получила название «Мир Галилее».

## Задействованные силы
Израиль:
- 36-я дивизия «Оцват Гааш»: 188-я бронетанковая бригада «Барак» (три батальона танков «Шот»), 1-я пехотная бригада «Голани», 77-й танковый батальон «Оз» («Меркава» Mk 1) из состава 7-й бронетанковой бригады «Саар ми-Голан», 769-я территориальная бригада;
- 90-я резервная дивизия: 734-я бронетанковая бригада (три батальона М48), 943-я бронетанковая бригада (три батальона М48), 14-я бронетанковая бригада (два батальона М60), 473-я и 525-я пехотные бригады;
- 91-я дивизия «Оцват ха-Галиль»: 211-я бронетанковая бригада «Ишаль» (два батальона танков «Меркава», один батальон М60А1), 300-я, 317-я, 375-я и 769-я пехотные бригады;
- 96-я дивизия: 35-я парашютно-десантная бригада «Цанханим», батальон танков М60 из 844-й бронетанковой бригады, 969-й десантный артполк (дивизион 120-мм миномётов и дивизион 122-мм гаубиц Д-30);
- 162-я дивизия «Оцват ха-Плада»: 500-я бронетанковая бригада «Кфир» (три батальона М60А1), 514-я бронетанковая бригада «Эгроф ха-Барзель» или «Эгроф ха-Плада» (три батальона «Шот», в операции участвовали только два), два пехотных батальона бригады «Нахаль»;
- 252-я дивизия «Оцват Синай»: 401-я бронетанковая бригада «Иквот ха-Барзель» (два батальона М60, включая 6 танков М60А3), 7-я бронетанковая бригада «Саар ми-Голан» (два батальона танков «Меркава» Mk 1 и батальон мотопехоты), 473-я пехотная бригада;
- 880-я резервная дивизия: 645-я бронетанковая бригада (три батальона М60), 767-я бронетанковая бригада «Эшет» (три батальона М60), 656-я бронетанковая бригада (три батальона М60);
- сводная резервная дивизия «Коах Варди»: 460-я бронетанковая бригада «Оцват Бней Ор» (один батальон танков «Меркава» Mk 1, один батальон «Шот» и М60А1, один батальон М60А1);
- сводная резервная дивизия «Коах Йоси»: 409-я противотанковая парашютно-десантная бригада, 551-я противотанковая парашютно-десантная бригада.

Сирия:
- 1-я бронетанковая дивизия (76-я и 91-я бронетанковые бригады — обе на Т-62 — и батальон Т-55 в составе 58-й мотопехотной бригады). К началу боевых действий дивизия находилась на территории Сирии и была введена в Ливан 8 июня;
- К западу от Бекаа дислоцировалась 51-я отдельная бронетанковая бригада (Т-62);
- В районе Бейрута — 85-я отдельная мотопехотная бригада (батальон Т-55)[55].

В ходе войны обе стороны использовали боевых роботов. На стороне Сирии применялись советские беспилотные (БПЛА) самолёты-разведчики, а Израиль использовал БПЛА в сочетании с медленно летящими ракетами[уточнить] с телеуправлением.

## Ход войны

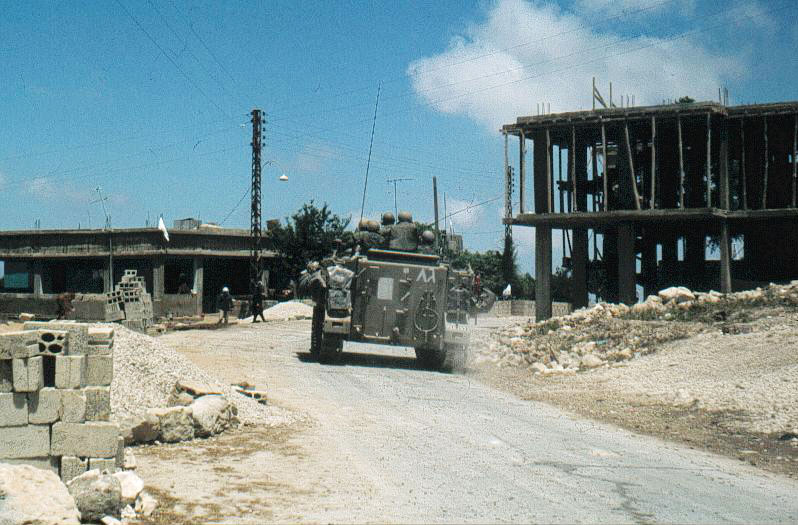
Израильский бронетранспортёр M113 в Ливане. Июнь 1982 года

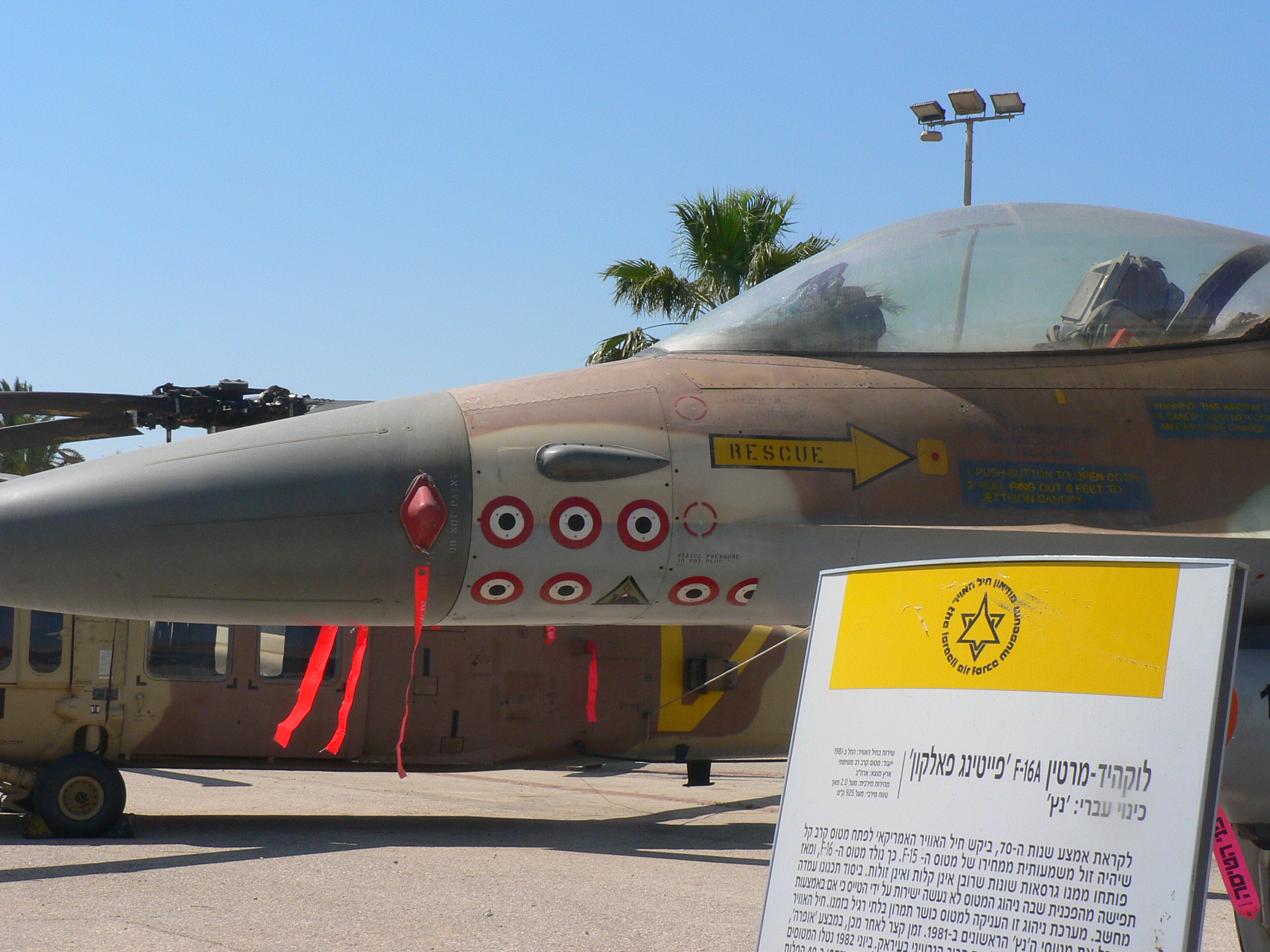
Истребитель F-16 ВВС Израиля. На фюзеляже отмечены 6,5 воздушных побед в Ливанской войне и участие в налёте на иракский ядерный реактор

6 июня 1982 в 11:00 две бронеколонны ЦАХАЛ (общей численностью более 25 тыс. военнослужащих и свыше 100 единиц бронетехники) пересекли ливанскую границу и начали наземную операцию «Мир Галилее». Израильское правительство заявило, что «целью операции является обеспечение демилитаризации района к северу от израильско-ливанской границы, удаление всех враждебных элементов на расстояние, при котором они не смогут обстреливать израильские города и поселения». В заявлении подчеркивалось, что Израиль воздержится от враждебных действий по отношению к сирийским силам в Ливане, при условии, что Сирия, со своей стороны, не атакует израильские силы, а также были выражены желание Израиля подписать мирный договор с суверенным правительством Ливана и заинтересованность в сохранении территориальной целостности страны. Через несколько дней после начала вторжения численность израильских войск увеличилась до 45 тысяч, в последующем — до 60 тысяч, затем — до 90 тысяч.
Израиль задействовал для вторжения 1240 танков и 1520 бронетранспортёров, что многократно превышало численность сирийского и палестинских корпусов вместе взятых. Гражданское население юга Ливана приветствовало приход израильских войск, избавивший их от террора со стороны разных палестинских организаций, базировавшихся в регионе.
Согласно Е. Коршунову, в этот же день, 6 июня, самолёты израильских ВВС нанесли ракетно-бомбовые удары по городу Дамур и по Приморскому шоссе, по которому двигались беженцы из южных районов страны.
На второй день войны сирийские истребители МиГ-23 впервые атаковали группу израильских F-16.
На третий день войны произошло первое боевое столкновение между ЦАХАЛ и сирийской армией: самолёты израильских ВВС нанесли удар по подразделению сирийских войск.
В течение недели ЦАХАЛ установила контроль над всей южной частью Ливана, подойдя к шоссе Бейрут-Дамаск. После тяжёлых боёв им удалось взять палестинские лагеря беженцев в этом районе, подавив сопротивление ООП. В боевых действиях приняли участие сирийские миротворческие войска, располагавшиеся в Бейруте и в долине Бекаа у сирийской границы.
Израильский БПЛА IAI Scout и Mastiff провели разведку и наблюдение сирийских аэродромов, позиций ЗРК и передвижений войск. По информации, получаемой с помощью БПЛА, отвлекающая группа израильской авиации перед ударом главных сил вызвала включение радиолокационных станций сирийских ЗРК, по которым был нанесён удар с помощью самонаводящихся противорадиолокационных ракет, а те средства, которые не были уничтожены, были подавлены помехами. Успех израильской авиации был впечатляющим — она без единой потери сумела уничтожить 19 сирийских зенитно-ракетных дивизионов и ещё 4 повредить; система ПВО Сирии в Ливане была практически полностью уничтожена. Для этого пришлось задействовать практически всю ударную и разведывательную авиацию Израиля.
Сирийские ВВС также понесли тяжёлые потери — 82 самолёта по израильским данным, 68 по российским за несколько дней.
Однако были и примеры успешных действий ПВО Сирии. Зенитно-ракетный дивизион 13 зенитно-ракетной бригады «Квадрат» восемь раз выходил из-под удара, умело использовал аппаратуру борьбы с помехами и по российским данным уничтожил 3 самолёта. Всего по российским данным в ходе военного конфликта средства ПВО Сирии уничтожили 34 воздушные цели, в том числе 27 самолётов, 3 вертолёта огневой поддержки и 4 БПЛА.
В наземном сражении успехи Израиля были существенно скромнее. По мнению непосредственного участника тех событий главного советского военного советника в Сирии генерал-полковника Г. П. Яшкина, в наземном сражении 9—10 июня сирийские войска эффективно отразили наступление крупных сил Израиля (4 бронетанковые дивизии и другие части) и полностью перехватили инициативу, нанеся наступавшим крупный урон (по сирийским данным — 160 танков, более 10 артиллерийских и зенитно-ракетных батарей) и разгромив 210-ю танковую дивизию Израиля (хотя дивизия с таким номером не участвовала в Ливанской войне). В ходе самого крупного танкового сражения с двумя бригадами 1-й сирийской дивизии, израильтяне, потеряв множество танков, смогли окружить сирийцев. Из-за заканчивающихся боеприпасов сирийцы были вынуждены бросить много своих танков и потеряли в этом бою 50 % бронетехники. Позже сирийские подкрепления из Дамаска прорвали кольцо и оставшиеся силы вышли из окружения. В неразберихе израильские танкисты зачастую устраивали танковые бои друг с другом. Третьей бригаде 1-й сирийской дивизии, имевшей один батальон танков, наоборот, удалось окружить два израильских батальона возле Султан-Якуб и отбить атаку 880-й дивизии.
9 июня состоялось сражение за город Дамур.
10 июня израильская авиация разбомбила большую колонну своих же войск. В результате пострадали 117 израильских солдат, в том числе 25 погибли.
11 июня вступило в силу перемирие между Сирией и Израилем. Израильское наступление не смогло достичь своей основной цели. На приморском направлении израильские войска не смогли выйти к Бейруту и соединиться с войсками фалангистов, несмотря на то что группировка войск на этом направлении достигла трёх дивизий. Не зашли они и к узлу дорог Захр Бейдара, несмотря на то что здесь наступала усиленная дивизия.
По мнению Г. П. Яшкина, заключение перемирия было крупной ошибкой сирийского руководства, оно позволило Израилю и США широко разрекламировать «грандиозную победу Израиля» и «техническую отсталость советского вооружения», а также выиграть время для перегруппировки своих войск и наращивания американского военного присутствия в регионе. Но, с другой стороны, значительное ослабление сирийской ПВО в случае продолжения сражения неминуемо повлекло бы и тяжёлые потери сирийского тяжелого вооружения от ударов с воздуха.
14 июня Израиль начал наступление в сторону Бейрута. Под Кфар Силом в результате продолжительного танкового боя был разгромлен танковый батальон 85-й механизированный бригады Сирии. Путь для окружения Бейрута был открыт.

### Осада Бейрута
В конце июня израильская армия начала осаду Западного Бейрута, поскольку там находилась штаб-квартира ООП. Осада продолжалась до середины августа и привела к многочисленным жертвам среди мирного населения.

### Эвакуация сил ООП
18 августа 1982 года при посредничестве США, обеспокоенных ситуацией, было подписано соглашение, согласно которому силы ООП обязались покинуть Ливан, а Израиль обязался не продвигаться дальше и не оккупировать Западный Бейрут, населенный мусульманами и палестинскими беженцами. Министр обороны Израиля Ариэль Шарон воспротивился этому плану, но победила точка зрения других членов израильского правительства.
За шесть дней до ратификации соглашения, 12 августа, Шарон приказал обстреливать Западный Бейрут, в результате чего за один день погибло 300 человек. Президент США Рейган назвал этот обстрел «бессмысленным и необъяснимым».
Руководство ООП высказало свою обеспокоенность, что в случае эвакуации сил ООП фалангисты смогут напасть на гражданское палестинское население, оставшееся без защиты. В ответ на это специальный посланник США по разрешению конфликта в регионе Филипп Хабиб, после консультации с христианским правительством Ливана и Израилем, дал ООП письменную гарантию правительства США в безопасности оставшихся палестинских гражданских лиц, включая семьи эвакуированных боевиков ООП.
21 августа президентом Ливана был выбран Башир Жмайель, представитель фалангистской партии Катаиб, возглавлявший самую мощную правохристианскую милицию «Ливанские Силы». Израильское руководство надеялось, что он согласится подписать мирный договор между странами
1 сентября около 10 тысяч боевиков ООП под наблюдением сил ООН были эвакуированы из Бейрута морским путём в Тунис и другие страны. Однако ряд источников утверждает, что в нарушение соглашения об эвакуации, ООП оставила в Ливане, по разным оценкам, от нескольких сотен до нескольких тысяч боевиков, располагающих вооружением, включая противотанковые гранатометы. Перед эвакуацией, Арафат также поручил Мугние, тогда сотруднику его «Подразделении 17», передать часть её оружия родственным ООП ливанским милициям.
С эвакуацией сил ООП операция «Мир Галилее» формально завершилась.

### Убийство Б. Жмайеля и срыв перемирия
14 сентября вновь избранный президент Ливана Б. Жмайель и ещё 26 человек были убиты в результате взрыва бомбы в его штабе. Христиане обвинили в произошедшем сирийцев и палестинцев Позже за это убийство был осужден ливанский христианин, Хабиб Шартуни, член Сирийской Социал-Национальной партии Ливана, предполагаемый агент сирийских спецслужб.
Немедленно после убийства Жмайеля, Шарон дал указание армии оккупировать Западный Бейрут. Этот шаг Израиля противоречил подписанным им за месяц до этого договорённостям. США выступили с протестом против действий Израиля, но решение уже было принято. Позже Менахем Бегин писал в письме одному из сенаторов США:
- «После убийства только что выбранного президента Башира Жемайеля мы решили ввести ЦАХАЛ в Западный Бейрут с целью предотвратить месть христиан мусульманскому населению.»

### Резня в Сабре и Шатиле
Первым[уточнить], что предприняла израильская армия после входа в Западный Бейрут, была отправка отрядов христиан-фалангистов, замешанных ранее в резне палестинцев, в лагеря Сабра и Шатила для «зачистки террористов». Использование фалангистов объяснялось, в том числе, стремлением уменьшить потери ЦАХАЛа в Ливане, желанием пойти навстречу общественному мнению в Израиле, не удовлетворённым тем, что фалангисты только «пожинают плоды» войны, не принимая в ней участия, и возможностью использовать их профессионализм в выявлении террористов и тайников с оружием.
Христиане-фалангисты в качестве мести за гибель своего лидера устроили резню в лагерях Сабра и Шатила. Резня вызвала всплеск антиизраильских настроений в мире и антивоенных настроений в Израиле. По результатам расследования комиссии Кахана Ариэль Шарон, главный сторонник военной операции в Ливане, был снят с поста министра обороны. В Израиле прошли массовые антивоенные и антиправительственные демонстрации.

## Результаты и последующие события

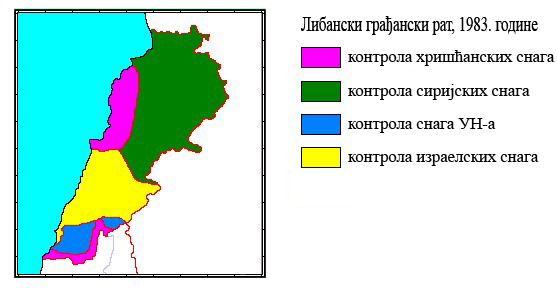
Зоны контроля на 1983 год. Цвета: фиолетовый — христиане-фалангисты, зелёный — сирийская армия, жёлтый — израильская армия, синий — войска ООН

Несмотря на военную победу, в результате ливанских событий Израиль значительно ухудшил свою международную репутацию, что было вызвано главным образом большими жертвами среди ливанского населения. Сирийская армия продолжала оставаться в Ливане. На смену ООП пришла военизированная ливанская шиитская организация «Хезболла», созданная при поддержке Ирана и признанная рядом стран террористической.
Несмотря на гибель Башира Жмайеля, его брат Амин всё же заключил в мае 1983 года мирное соглашение с Израилем, однако в следующем году оно было разорвано под давлением Сирии. Израильские войска в Ливане постоянно подвергались нападениям и несли потери.
К июню 1985 года израильские войска были отведены, после чего под их контролем осталось 850 км² на юге страны (8 % территории Ливана) — так называемая «зона безопасности». Вооруженные столкновения продолжались здесь до 2000 года. Израиль во многих случаях наносил авиационные и артиллерийские удары по ливанской территории в ответ на действия боевиков «Хезболла», наиболее масштабные операции были проведены в 1993 («Сведение счётов») и 1996 («Гроздья гнева»). Полный вывод израильских войск с ливанской территории состоялся только 24 мая 2000 года. В районах, откуда ушли израильтяне, были размещены части Временных Сил ООН в Ливане.
Как сообщил в 2001 году руководитель ливанского национального департамента по разминированию Жорж Савайя, в период оккупации южной части Ливана израильские войска установили на ливанской территории около 130 тыс. минно-взрывных устройств. После вывода израильских войск из Ливана в мае 2000 года, несмотря на просьбу правительства Ливана, правительство Израиля не предоставило в распоряжение командования ливанской армии карты с точным местонахождением минных полей на территории Ливана. В результате только в течение первых 15 месяцев после вывода израильских войск из Ливана на минных полях, установленных израильской армией, погибли 19 и были ранены 123 человека (в числе погибших было 16 военнослужащих ливанской армии).

### Потери сторон и разрушения
В июне—августе 1982 года стороны понесли следующие потери:
- Израиль потерял 350 солдат погибшими и пропавшими без вести[15] (всего с июня 1982 по май 2000 года в Ливане погибло около 900 израильских военнослужащих). 24 ноября 1982 года состоялся обмен пленными, в ходе которого шесть израильских военнослужащих были отпущены в обмен на освобождение 4500 палестинцев и жителей Ливана[89].
- По израильским данным, погибло около 1000 боевиков ООП[15]. Сирия потеряла 1350 солдат убитыми, 4800 ранеными[90].
- Согласно Associated Press, во время вторжения Израиля потери израильского контингента убитыми составили 657 человек, формирований ООП — около 1000, сирийского — 370. В то же время погибли 19 000 ливанцев и палестинцев, в основном гражданских лиц[91].
- По сообщению бейрутской газеты «Ан-Нахар», к октябрю погибло 17 825 человек, из них более 10 000 комбатантов, и было ранено около 30 000 человек (комбатантов и мирных жителей); по данным Палестинского общества Красного Полумесяца погибло и было ранено 27 000 человек[92].
- Е. Пырлин приводит данные ЮНИСЕФ, что в период с начала вторжения наземных частей ЦАХАЛ до 15 августа 1982 года в ходе боевых действий на территории Ливана были разрушены шесть городов, более 30 деревень и 17 лагерей палестинских беженцев. В этот период в Ливане жертвами войны стали 11 840 убитых и раненых детей в возрасте до 15 лет, 8686 женщин и 2409 стариков в возрасте старше 60 лет[93].
- По данным специалиста по борьбе с террором А. Брасса[94] :
  - «(Бейрут) […] в результате столкновений между ливанскими группировками и сражений между израильской и сирийской армиями превратился в безобразную груду руин, покрытую пылью и кровью. Жертвы среди мирного населения, по самым скромным подсчётам, составляли десятки тысяч человек …».

В результате операции была уничтожена военно-экономическая инфраструктура ООП в Ливане. Согласно «Электронной еврейской энциклопедии» израильская армия обнаружила около 540 арсеналов ООП («частично — в специально устроенных подземных складах»); ООП потеряла более 5500 т военного снаряжения, в том числе, «1320 боевых машин, в том числе несколько сотен танков, 215 дальнобойных орудий, 62 установки типа „катюша“, более 1,3 тысяч противотанковых ракет и другое оружие». Данные «Электронной еврейской энциклопедии» о «потерянных нескольких сотнях танков», по-видимому, включают сирийские танки, так как ООП всего имела 80 танков. Историк Ротбалт Джозеф оценил потери ООП помодельно, в том числе 40 танков Т-34-85, 10 танков Т-55, несколько сотен орудий и 27 противотанковых ракет «Малютка», что значительно ниже оценки приведенной в «Электронной еврейской энциклопедии». По оценкам, приведенным палестинским политологом Yezid Sayigh, захваченного у ООП лёгкого оружия хватило бы для снаряжения пяти пехотных бригад.
По данным израильского журнала «Ширьон», в ходе войны было выведено из строя 135 израильских танков (52 безвозвратно): 80 M48 и M60 (37 безвозвратно), 34 «Меркавы» (7 безвозвратно) и 21 «Центурион» (8 безвозвратно). Также, по оценкам американских источников было выведено из строя 175 израильских бронетранспортёров.
Согласно арабским и советским источникам, на территории Ливана были созданы «концентрационные лагеря» для арестованных палестинцев и ливанцев (Issa Nakhleh, Joanna McGeary) — в частности, мужской лагерь «Ансар» и женский лагерь «Ансария» («Известия»), в которых задержанные подвергались пыткам, жестокому и унизительному обращению, при этом «Израиль отказался распространить на палестинцев и других арабских патриотов, захваченных с оружием в руках на поле боя, положения Женевской конвенции» («Известия»).
Согласно же ЭЕЭ, в лагере близ ливанской деревни Ал-Ансар были интернированы «около десяти тысяч террористов».

### Экономические и территориальные последствия
Согласно советским источникам,
- имела место экономическая экспансия Израиля в форме массированного, неподконтрольного правительству Ливана ввоза израильских товаров на территорию страны (как сообщил директор отдела международной торговли Министерства торговли и промышленности Израиля М. Семадара, только в период с июля 1982 по июнь 1983 года в Ливане было продано израильских товаров на сумму 150 млн долларов). Результатом стали значительные убытки и разорение ряда ливанских товаропроизводителей[103].
- израильтяне также приступили к «освоению водных ресурсов реки Литани», в июне 1982 года ими были произведены земляные работы в зоне максимального приближения реки Литани к линии границы с Израилем, после которых жители ряда приграничных ливанских селений отметили падение уровня воды. 11 апреля 1983 года ведущий специалист организации «Истишарат ва бухус» (земельный кадастр), доктор Кямаль Хамдаи сделал публичное заявление о том, что дальнейшее увеличение водоотвода ставит под угрозу водоснабжение орошаемых сельскохозяйственных земель в ряде районов южного Ливана[104].
- к 1983 году на территории южного Ливана были построены три укреплённые военные базы ЦАХАЛ, которые выполняли функции центров снабжения группировки войск в северной части страны[105].[неавторитетный источник]
- ещё в период после вторжения в Ливан в 1978 году, Израиль неоднократно, в одностороннем порядке производил изменения по линии границы в свою пользу: так, в 1980 году в районе Адаика было произведено отчуждение 1,68 км² ливанской территории; в феврале 1986 года граница вновь была сдвинута на север между селениями Метула и Ваззани, в результате было произведено отчуждение свыше 20 км² ливанской территории[106].

В октябре 1987 года правительство Ливана направило протест в Совет Безопасности ООН в связи с аннексией Израилем участков ливанской территории в районе границы с Израилем.
Тем не менее, после вывода израильских войск из Южного Ливана, Генеральный секретарь ООН заявил 16 июня 2000 года, что Израиль вывел свои войска в соответствии с границами, признанными ООН.

## Освещение в СМИ, международная и внутри-израильская реакция
Операция «Мир Галилее» широко освещалась средствами массовой информации. Согласно «Известиям», осада вызвала негативную реакцию «мировой общественности».
Согласно Л. Вольнову, в период с начала осады до 2 августа 1982 года в результате израильских артиллерийских обстрелов и авиаударов пострадали 23 иностранных посольства и представительства (некоторые были атакованы неоднократно: так, советское посольство и торговое представительство были обстреляны шесть раз, на их территории разорвалось 30 снарядов). Обстрелы объектов, защищенных международным правом, вызвали отрицательную реакцию в мире.
При этом, Митчелл Бард приводит данные о том, что на территории части посольств находились боевые позиции ООП.
Так, после того как Израиль обстрелял семь посольств в июле 1982 года, а американская телевизионная компания NBC подтвердила
заявление представителей ООП о том, что у неё не было там военных позиций, Израиль тут же представил фотографии разведки, показывающие танки, миномёты, крупнокалиберные пулемёты и зенитные позиции на территории этих посольств.
Согласно Томасу Фридману, «„угрозы физической расправой“ были главной помехой в честном освещении событий в Бейруте в годы, когда юг Ливана находился […] во власти ООП, возглавляемой Ясиром Арафатом». Соответственно, «любой журналист, работающий в Бейруте, старался быть в хороших отношениях с ООП», и как результат, «западная пресса потворствовала ООП».
М. Бард также считает, что СМИ, базируясь на сведениях, представленных ООП, некорректно представляли информацию о том, что Израиль подвергал атакам гражданские объекты, рядом с которыми не было военных целей.
В самом Израиле операция в целом также воспринимались неоднозначно[уточнить]. В стране прошли несколько массовых антивоенных демонстраций с осуждением политики правительства. Широкую известность получил случай с командиром 211-й бронетанковой бригады, полковником Эли Гевой, который обратился к руководству с просьбой «освободить его от командования полком, если будет дан приказ о вступлении в западный Бейрут» и был отправлен в отставку. С осуждением действий ЦАХАЛ в Ливане выступили также полковник израильской армии в отставке Дов Иеремия и другие израильские военнослужащие. Сформировалось протестное движение «Ешь гвуль» («Есть предел»), поддерживавшее отказ от участия в военных действиях.

## Конфликт в искусстве, кино, музыке
- документальный короткометражный фильм «Почему?» (ФРГ), режиссёр — Моника Маурер.
- документальный полнометражный фильм «Ливанская война» (Израиль), режиссёр и сценарист — Эли Кохен.
- Документальный фильм «Бейрут 82: неизвестная война Брежнева», режиссёр Алексей Поборцев, НТВ, 2009 // Эхо Москвы, 29.04.2009
- фильм «Финал Кубка» (ивр. גמר הגביע‎) израильского режиссёра Эрана Риклиса, номинант Московского кинофестиваля 1991 года.
- Фильм «Бофор» израильского режиссёра Йосефа Сидара по роману «Если есть рай» Рона Лешема, лауреат премии «Серебряный медведь» 2007 года за лучшую режиссуру.
- Вальс с Баширом — анимационный фильм израильтянина Ари Фольмана, лауреат премий «Сезар», «Золотой Глобус» 2009 года.
- фильм «Ливан» израильского режиссёра Шмуэля Маоза, представленный на 66-м Венецианском кинофестивале 2009 года, получил приз «Золотой Лев».
- Фильм «1982[англ.]» (2019) — реж. Валид Муанесс.
- В Бейруте армия Израиля захватила и вывезла архив Палестинского исследовательского центра при ООП, в том числе множество кино- и фотоматериалов. Эти события и материалы стали основой авангардного документального фильма «A Fidai Film» (2024)[117] Камаля Альджафари[англ.].